# Guillaume Gellé
 (août 2024).
Guillaume Gellé est un universitaire français, professeur des universités dans la section génie informatique, automatique et traitement du signal.
Il est président de l'université de Reims Champagne-Ardenne du 21 mars 2016 au 21 mars 2024 et président de France Universités du 15 décembre 2022, au 30 janvier 2025.
Il est nommé recteur de la région académique de la Guyane, recteur de l'académie de la Guyane en conseil des ministres le 12 mars 2025,.

## Biographie

### Études et début de carrière
Après une licence et une maîtrise en électronique, électrotechnique et automatique, obtenue à l’Université de Reims Champagne-Ardenne, Guillaume Gellé poursuit en 1994 un DEA à l’Institut national polytechnique de Lorraine en Automatique et traitement numérique du signal.[réf. souhaitée]
En 1998, il obtient un doctorat en traitement du signal préparé à l’Université de Reims Champagne-Ardenne et obtient une habilitation à diriger des recherches (HDR) six ans plus tard.[réf. souhaitée]
Ses travaux de recherche concernent le traitement du signal.
En 2004, Guillaume Gellé est responsable du master signal et communications numériques à l'Université de Reims Champagne-Ardenne, et président de la commission des masters de l’UFR sciences exactes et naturelles de 2005 à 2007.
Il est directeur du service d’information et d’orientation de l'université de 2007 à 2008, puis doyen par intérim de l’UFR lettres et sciences humaines de 2008 à 2009.
De 2007 à 2012, il est vice-président du CEVU (Conseil des études et de la vie universitaire) de l'université, chargé de la politique de formation, de la vie étudiante et des relations internationales.

### Présidences
En mars 2016, il est élu président de l’université Reims Champagne-Ardenne.
Il s'implique auprès de la commission formation et insertion professionnelle de la CPU dès 2016 qu'il préside de 2018 à 2020.
En 2018, il est nommé président du CA du CINES (Centre Informatique National de l’Enseignement Supérieur) par Frédérique Vidal, ministre de l'enseignement supérieur, de la recherche et de l'innovation et représente la CPU au conseil d’administration de GENCI.[réf. souhaitée]
Il est réélu président de l'université de Reims Champagne-Ardenne, le 20 mai 2020.
Le 17 décembre 2020, il est élu vice-président de France Universités.
Il est nommé en mars 2022, membre du conseil d’orientation scientifique du musée du quai Branly – Jacques Chirac par Roselyne Bachelot, ministre de la culture et Frédérique Vidal, ministre de l’enseignement supérieur, de la recherche et de l’innovation.
Le 15 décembre 2022, il est élu président de France Universités,, aux côtés de deux vice-présidents : Virginie Dupont, présidente de l’Université Bretagne Sud et Dean Lewis, président de l’Université de Bordeaux.
En avril 2024, il est reçu avec Isabelle de Mecquenem, professeure agrégée de philosophie et membre du Conseil des sages de la laïcité, au Sénat dans le cadre d’une mission d’information sur la « montée de l'antisémitisme dans l'enseignement supérieur ».

## Prise de position
En février 2023, il demande une meilleure régulation de l'enseignement supérieur privé et exige que l'utilisation des termes Université, Licence, Master et Doctorat soit plus strictement encadrée pour lever les ambiguïtés sur les intitulés des diplômes et de leur reconnaissance par l’État.